# Wykrywacz piorunów

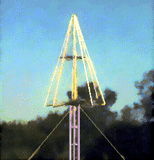
Współczesny wykrywacz wyładowań atmosferycznych w Centrum Kosmicznym im. Johna F. Kennedy’ego

Wykrywacz piorunów, wykrywacz burz, detektor wyładowań atmosferycznych - przyrząd rejestrujący fale z wyładowań elektrostatycznych i dzięki temu wykrywający burze, będący w pewnym sensie odbiornikiem radiowym. Wynaleziony w 1895 roku przez Aleksandra Popowa.